# Asterophrys
Asterophrys ist eine Amphibiengattung aus der Familie der Engmaulfrösche. Sie umfasst zwei Arten, die in Papua-Neuguinea endemisch sind.

## Beschreibung
Die Zunge ist groß und vollständig am Mundhöhlenboden angeheftet. Gaumenzähne fehlen. Das Trommelfell ist unsichtbar. Vorder- und Hinterfüße weisen keine Schwimmhäute auf. Praecoracoide fehlen.
Von verwandten Gattungen der Asterophryinae ist die Gattung an einigen Merkmalen des Schädelskeletts und der Muskulatur unterscheidbar: zum Beispiel Nasale fusioniert und rau (rugos), Frontoparietale mit einem hohen, dünnen Knochenkiel in Längsrichtung (sagittal), Squamosum dick und rau. Mit einigen verwandten Gattungen (Tribus Asterophryini) gemeinsam ist u. a. das gekielte Darmbein.
Beide Arten sind gedrungene, bodenlebende Froschlurche mit warziger Haut und im Verhältnis zum Körper sehr breitem Kopf.

## Vorkommen
Die Gattung kommt nur auf Neuguinea vor. Asterophrys leucopus wurde bisher nur von der Typlokalität nachgewiesen: Regenwald am Stolle Mountain (Sandaun Province, Papua-Neuguinea). Asterophrys turpicola ist weiter verbreitet und kommt auch in gestörten Habitaten, einschließlich menschlicher Siedlungen, vor. Eine weitere, bisher unbeschriebene Art lebt vermutlich auf der Vogelkop-Halbinsel (Westpapua, Indonesien).

## Systematik
Die Gattung Asterophrys wurde 1838 von Johann Jakob von Tschudi erstbeschrieben. 
Gemeinsam mit den Gattungen Hylophorbus, Mantophryne, Oninia und Xenorhina bildet sie eine Gruppe nah verwandter Arten, die Tribus Asterophryinini.
Nach molekularen Daten (anhand homologer DNA-Sequenzen) ist nächstverwandt die Gattung Callulops. Nach den Daten ist diese sogar möglicherweise paraphyletisch (einige Arten näher mit Asterophrys verwandt als untereinander), so dass die bisherige, auf morphologischer Basis aufgestellte Systematik wohl überarbeitet werden muss.

### Arten
Die Arten der früheren Gattung Metamagnusia (M. marani und M. slateri) erscheinen hier direkt in der Gattung Asterophrys, ebenso die Arten der früheren Gattung Pseudocallulops (P. eurydactyla, P. foja und P. pullifer).
Stand: 7. Dezember 2017
- Asterophrys eurydactyla (Zweifel, 1972)
- Asterophrys foja (Günther, Richards, and Tjaturadi, 2016)
- Asterophrys leucopus Richards, Johnston, and Burton, 1994
- Asterophrys marani (Günther, 2009)
- Asterophrys pullifer (Günther, 2006)
- Asterophrys slateri Loveridge, 1955
- Asterophrys turpicola (Schlegel, 1837)